# Xã Springville, Michigan
Xã Springville (tiếng Anh: Springville Township) là một xã thuộc quận Wexford, tiểu bang Michigan, Hoa Kỳ. Năm 2010, dân số của xã này là 1.755 người.